# 60148 Seanurban
60148 Seanurban este o planetă minoră (asteroid) din centura de asteroizi. A fost descoperită pe 16 octombrie 1999 la Ondřejovská hvězdárna⁠(d) de Petr Pravec⁠(d). 
Obiectul prezintă o orbită caracterizată de o semiaxă mare de 2,9409341181687 UAi, o excentricitate de 0,05, o înclinație de 1 ° în raport cu ecliptica.